# Traunsee
Traunsee er Østrigs dybeste sø. Den ligger i Salzkammergut i Oberösterreich og er efter Attersee den næststørste sø i Østrig.
Landskabsmæssigt er Traunseeområdet meget varieret. Østbreden af søen er stejl og domineret af det mægtige Traunsteinmassiv og svært tilgængelig og er derfor ikke beboet. Vestbreden er præget af engarealer og små bjerge, der er præget af skovarealer. Mod sydvest rejser Höllengebirge sig med Feuerkogel og mod sydøst ligger Tote Gebirge med Offensee.
Med en længde på 12 km og en bredde på 3 km har Traunsee et samlet areal på 24,5 km². Floden Traun flyder ind i Traunsee ved Ebensee og forlader igen søen mod ved Gmunden.
Romerne kaldte søen Lacus Felix (den lykkelige sø). Traunsee nævnes første gang i et dokument fra 909 som Trunseo.
I dag er området omkring Traunsee præget af sommerturisme. Søen er en alpin badesø med en god vandkvalitet. Den gennemsnitlige vandtemperatur i august ligger ved 20 grader.